# Rouge cardinal
Pour les articles homonymes, voir Cardinal.

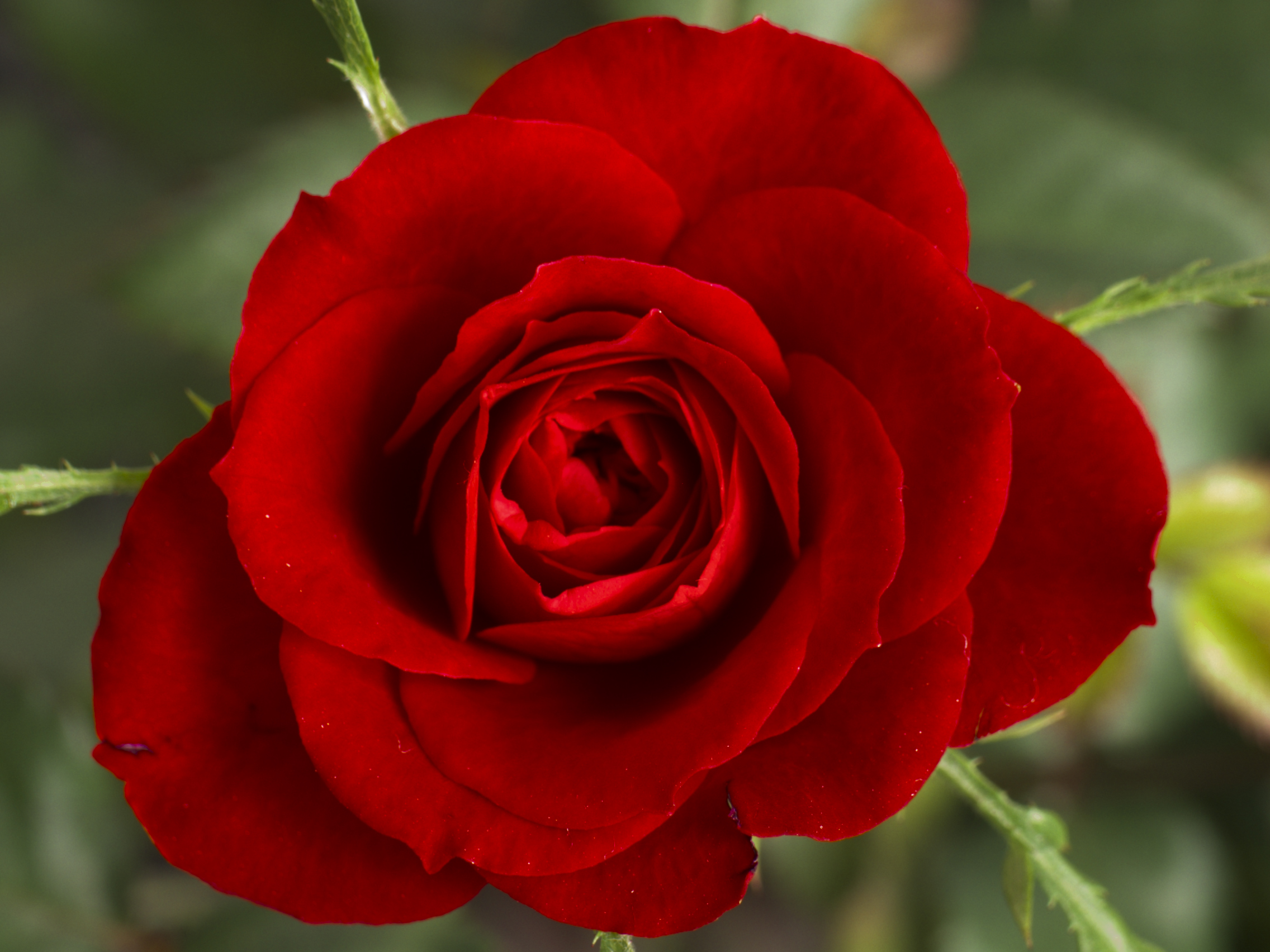
Une rose rouge cardinal

Le rouge cardinal est un rouge  soutenu, dont le nom évoque la robe que portent les cardinaux de l'Église catholique.
Le Répertoire de couleurs de la Société des chrysantémistes (1905) donne du Rouge cardinal la définition suivante : « désignation de […] couleur dérivée autrefois du Carmin de Cochenille, dans les commerces de laines, étoffes, rubans, etc. ».
Le terme s'emploie pour les fleurs, mais aussi dans la mode dès le XIXe siècle : « nous avons remarqué spécialement une robe de soirée en velours rouge cardinal forme Princesse […] ».